# به دام انداختن

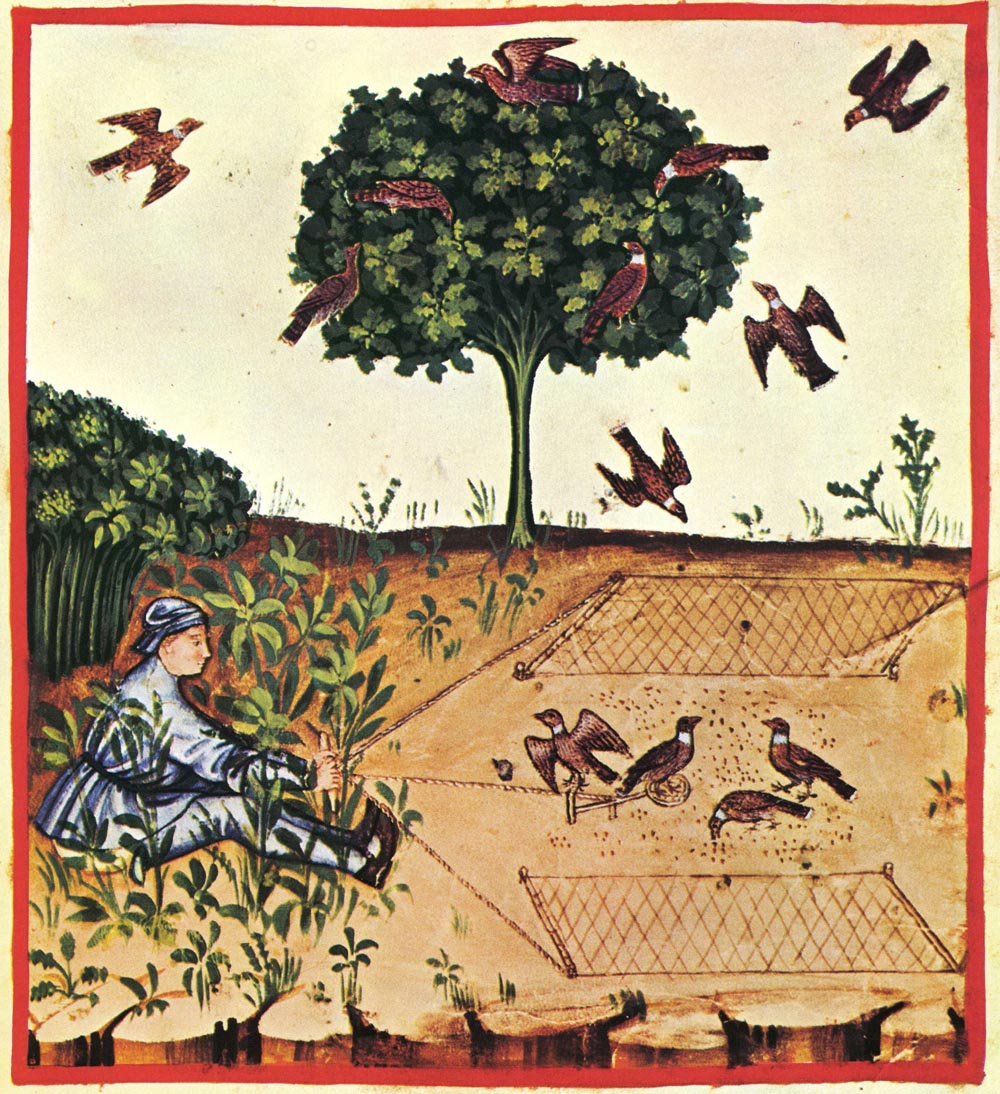
تورهای تله‌ای که برای به دام انداختن پرندگان استفاده می‌شود (tacuinum sanitatis casanatensis). سدهٔ ۱۴

به دام انداختن جانوران (به انگلیسی: Animal trapping)، یا به سادگی به دام انداختن (Trapping) یا گرفتن (ginning)، استفاده از وسیله‌ای برای گرفتن جانوران از راه دور است. جانوران ممکن است برای هدف‌های مختلفی از جمله غذا، تجارت خز، شکار، مهار آفات و مدیریت حیات وحش به دام بیفتند.

## انواع دام
- تله‌های پاگیر
- تله گرفتن بدن / تله مخروطی
- تله‌های مرده‌گیر
- دام‌ها
- گودال به دام انداختن
- تله‌های قفسی (تله‌های زنده‌گیر)
- تله قفسی برای سنجاب‌ها
- تله‌های چسبی